# آبشار حمید
آبشار حمید نام آبشاریست به طول ۲۵ متر که در ۷ کیلومتری بجنورد در روستایی با همین‌نام قرار دارد.

## موقعیت
آب این آبشار از روستای آبچور سرچشمه می‌گیرد و پس از چندین کیلومتر و عبور از مناطق مختلف در کوهستان‌های حمید در انتهای دره‌ای پیچ در پیچ صخره‌ای قرار گرفته که آب آن از دو ستون (کوه) سنگی ۲۵ متری می‌ریزد.
در اطراف این آبشار، درختان برافراشته انجیر و بوته‌های پربار تمشک وحشی به وفور دیده می‌شود که مزه میوه‌های شیرین آن تا چند ساعت بر زیر زبان گردشگران باقی خواهد ماند. یکی از زیبایی‌های دیگر این منطقه وجود اتاقی دوار سنگی روی صخره‌ای است که به گفته اهالی روستا در گذشته فردی در آنجا زندگی می‌کرده؛ اما اکنون مامن گردشگران در روزهای بارانی شده‌است. این روستا با وجود تمامی قابلیت‌ها و نزدیکی به شهر بجنورد، از راه دسترسی مطلوب برخوردار نیست.